# Музей А. С. Макаренка (Білопілля)
Музей Антона Семеновича Макаренка  — музей педагога Антона Макаренка в Білопіллі.

## Історія
У музеї представлені особисті речі Антона Макаренка а також меблі з дому коваля Якова Авраменка в якому на квартирі до 1901 мешкала сім’я Макаренка. У 1988 році стараннями краєзнавця Хроленко В.Г. було ствроено експозицію присвячену історії Білопілля та регіону. В 1992 році у музейї також відкрито експозицію присвячену ужитковому побуту українців Слобожанщини. Експозиція стилізована під інтер’єр української хати кінця 19 століття. 
Музей в рідному місті Антона Макаренка було відкрито 25 жовтня 1969 року з ініціативи педагогів громади. Найбільш активну участь у ствроенні експозиції приймали Ілляшенко М.Д., Щербак О.А., Хроленко В.Г., які стали хранителями музею та його першими екскурсоводами.